# Wilhelm Stoll (Goldschmied)
Wilhelm Stoll (* 1907 in Arnbach; † 1989 in Leipzig; auch Willy Stoll) war ein deutscher Silber- und Goldschmied.

## Leben und Werk
Stoll absolvierte in der Gold- und Silberwarenfabrik Lutz & Weiß in Pforzheim eine Lehre als Stahlgraveur. Von 1926 bis 1928 besuchte er die Kunstgewerbeschule in Pforzheim. Dann arbeitete er bei dem Juwelier und Goldschmied Ferdinand Richard Wilm in Berlin und von 1930 bis 1932 als Silberschmied in Leipzig bei dem Juwelier Ernst Treusch (1881–1969). Dort prägte er mit Erna Zarges-Dürr und Robert Fischer (1906–1941) das Profil der Werkstatt. Treusch musste Stoll infolge der Weltwirtschaftskrise entlassen. Stoll machte sich daraufhin in Leipzig mit der Kunstgewerblichen Werkstätte Will Stoll selbständig. Diese befand sich ab 1934 im Hochparterre Petersstraße 28 und später im Keller seines Einfamilienhauses im Stadtteil Gohlis. Dort fertigte er nach eigenen Entwürfen in reiner Handarbeit Schmuckstücke und Korpusware. 1935 und 1937 absolvierte er die Meisterprüfungen als Silber- und Goldschmied. Er beteiligte sich mehrmals an den Grassi-Messen. Beispielsweise zeigte er dort im Frühjahr 1933 zwei Orchideenvasen, im Herbst 1933 ein Service, eine Schale und einen Siegelring, im Frühjahr 1934 u. a. eine Teekanne, eine Schale und einen Leuchter und 1938 ein getriebenes silbernes Weinservice mit Kanne, Tablett und zwölf Bechern. 1937 erhielt er für einen goldenen Armreif eine Goldmedaille auf der Pariser Weltausstellung.
Stoll nahm als Soldat der Wehrmacht am Zweiten Weltkrieg teil und arbeitete nach der Entlassung aus der Kriegsgefangenschaft bis wenige Tage vor seinem Ableben wieder freiberuflich in Leipzig. Er war Kunstschaffender des Handwerks, was mit gewissen Freiheiten bei der Zuteilung von Material und bei der Preiskalkulation verbunden war, und stellvertretender Obermeister der Leipziger Innung.
Arbeiten Stolls befinden sich u. a. im Berliner Bröhan-Museum.

## Weblink
- Kunst-Stücke des Silberdesigns in silbersuite.de